# Efect de fondator

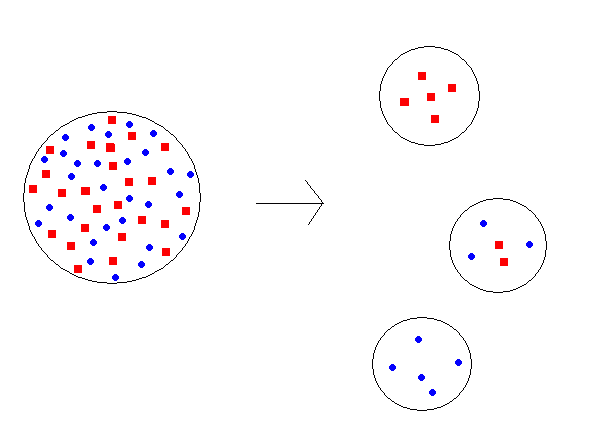
Reprezentare simplă a efectului de fondator: în partea stângă este reprezentată populaţia originală, iar în partea dreaptă - trei populaţii posibile cu efect de fondator. Se observă reducerea variabilității genetice în două populații (prezența fie numai a indivizilor „albaștri”, fie numai „roșii”.

Efectul de fondator reprezintă, în genetica populațiilor, pierderea variabilității genetice ce apare atunci când o nouă populație are ca origine un număr foarte mic de indivizi dintr-o populație mai mare. Acest concept a fost dezvoltat pentru prima dată în mod complet de Ernst Mayr în 1952 folosind lucrări teoretice deja existente, cum ar fi cele ale lui Sewall Wright. Ca urmare a pierderii variabilității genetice, noua populație poate fi complet diferită, atât genetic cât și fenotipic, de populația mamă din care este derivată. În cazuri extreme, se consideră că efectul fondator poate participa la procesul de speciație și la evoluția ulterioară de noi specii. 
În figura indicată, populația originală are aproximativ un număr egal de indivizi reprezentați prin punctele albastre și roșii. Cele trei populații fondatoare mici arată că o culoare sau alta poate predomina (efect de fondator), ca urmare a eșantionării aleatorii din populația originală. Un efect al gâtului de sticlă (population bottleneck în engleză), reprezentând reducerea importantă a număului de indivizi ai unei populații, poate provoca, de asemenea, un efect de fondator, chiar dacă, în mod strict, aceasta nu este o nouă populație. 
Efectul de fondator este un caz special de derivă genetică. Noua populație este adesea o populație cu un număr redus de indivizi și care prezintă o sensibilitate crescută la deriva genetică, o creștere a cosangvinizării și variabilitate genetică relativ scăzută. Acest lucru poate fi observat în fondul genetic limitat evidențiat la populațiile din Islanda, Insula Paștelui și Insula Pitcairn. Un alt exemplu este celebra populație cu frecvență ridicată a surzilor din insula Martha's Vineyard care a dus la dezvoltarea unui limbaj al semnelor specific acestei insule (Martha's Vineyard Sign Language]. 

## Aspecte generale
Efectul fondator este un caz special de derivă genetică care apare în cazul în care un grup mic dintr-o populație se separă de populația de origine și formează a nouă populație. Noua colonie poate avea o variabilitate genetică mai redusă decât cea a populației originale și prin eșantionarea aleatorie a alelelor în timpul reproducerii, se poate realiza în mod rapid fixarea lor. Ca o consecință a endogamiei, colonia este mai predispusă la dispariție. 
Atunci când o colonie nou formată este mică, fondatorii ei pot afecta puternic constituția genetică a populației departe în viitor. La oameni, care au o rată redusă a reproducerii, populația va rămâne cu un efectiv redus pentru multe generații, amplificând astfel efectul de derivă genetică de la o generație la alta, până când populația ajunge la o anumită dimensiune. Alelele care au fost prezente, dar relativ rare, în populația de origine pot evolua spre una din cele două extreme. Calea de evoluție comună este pierderea precoce a alelei, însă  există și posibilitatea ca alela să supraviețuiască și în câteva generații să devină  mult mai răspândită în întreaga populație. În noua colonie frecvența alelei recesive poate crește și, ca rezultat, se înregistrează creșterea numărului indivizilor homozigoți pentru caractere recesive.
Un exemplu bine documentat este reprezentat de migrarea populației Amish în Pennsylvania în 1744. Doi membri ai noii colonii erau purtători ai aceleiași alele recesive pentru sindromul Ellis-van Creveld. Membrii coloniei și descendenții acestora tind a fi un izolat religios și rămân relativ separați de populațiile din jur. Ca rezultat al mai multor generații de endogamie, sindromul Ellis-van Creveld este acum mult mai răspândit în rândul populației Amish decât în populația generală.
Variația frecvenței genelor între populația de origine și colonie poate determina, de asemenea, o divergență semnificativă a celor două grupuri de-a lungul mai multor generații. Astfel distanța genetică crește, cele două populații separate putând deveni în mod clar diferite, atât din punct de vedere genetic cât și fenotipic , proces de divergență la care contribuie nu numai deriva genetică, dar și selecția naturală, migrația și mutațiile. Acest potențial pentru schimbări relativ rapide în frecvența alelelor prezente în populația coloniei a condus majoritatea oamenilor de știință să considere efectul de fondator (și, prin extensie, deriva genetică) o forță motrice semnificativă în evoluția noilor specii.
Sewall Wright a fost primul care a acordat importanță derivei aleatorii și populațiilor mici, recent izolate, propunând teoria schimbării echilibrului în speciație. El a fost urmat de Ernst Mayr care a creat multe modele convingătoare pentru a demonstra că declinul variației genetice și mărimea mică a populației ce însoțesc efectul de fondator au fost foarte importante pentru dezvoltarea de noi specii. Cu toate acestea, ipoteza este mai puțin susținută astăzi căci rezultatele numeroaselor teste experimentale au fost, în cele mai bune cazuri, echivoce.

## Efectul de fondator în serie
Efectul de fondator în serie apare atunci când populațiile migrează pe distanțe lungi. Astfel de migrații pe distanțe lungi implică, de obicei, mișcări relativ rapide urmate de perioade de sedentarizare. Populația fiecărei migrații transportă doar un subset al diversității genetice ce caracterizează migrația anterioară. Ca rezultat, diferențele genetice tind să crească în raport cu distanța geografică așa cum sunt  descrise de modelul „izolării prin distanță”. Migrația oamenilor în afara Africii se caracterizează prin efectul de fondator în serie. Africa are cea mai mare diversitate genetică, care este în concordanță cu originea africană a oamenilor moderni. După migrarea inițială din Africa, subcontinentul indian a fost primul punct major de sedentarizare pentru omul modern. Prin urmare, India este pe locul doi din punctul de vedere al diversității genetice. În general, diversitatea genetică a continentului indian este un subset al diversității africane, la fel cum diversitatea genetică din afara Africii care este un subset al celei din India.

## Efectul de fondator în ecologia insulară
Populațiile fondatoare sunt esențiale pentru studiul biogeografiei și ecologiei insulare. Cu toate că o „tabula rasa” naturală nu este ușor de identificat, o serie de studii clasice privind efectele populațiilor fondatoare au fost realizate în urma erupției catastrofale a vulcanului Krakatau în 1883, erupție ce a eliminat toate urmele de viață de pe ceea ce mai rămăsese din insulă. Un alt studiu îl constituie urmărirea biocolonizării insulei Surtsey din Islanda, o nouă insulă vulcanică care a apărut în lagul oceanului între 1963 și 1967. Un eveniment cu mult mai vechi îl reprezintă erupția vulcanului Toba din Sumatra acum aproximativ 73.000 de ani în urmă. Erupția, ce a acoperit unele regiuni din India cu 3-6 metri de cenușă, a acoperit foarte probabil și insulele Nicobar și Andaman, situate mult mai aproape de conul de emisie a cenușii, straturile de cenușă sufocând viața și practic repornind biodiversitea insulelor de la zero.

## Efectul de fondator în populațiile umane
Datorită diferitelor migrații umane de-a lungul istoriei umane, exemplele de efect de fondator sunt frecvente în diferite populații, în locuri și momente diferite. Populația fondatoare efectivă a Quebecului a fost de doar 2.600 indivizi. După doisprezece-șaisprezece generații, cu o creștere de opt ori a efectivului populației, dar cu o diluare minimă a genelor prin căsătorii, populația Quebecului are ceea ce geneticienii numesc un dezechilibru de legătură optim.  Rezultă un număr redus de variante genetice, inclusiv cele care au fost bine studiate deoarece sunt responsabile de boli ereditare.
Efectul de fondator poate apărea, de asemenea, natural atunci când liniile genetice concurente mor. Acest lucru înseamnă că o populație fondatoare efectivă constă în doar acei indivizi a căror amprentă genetică poate fi identificată la descendenți. Deoarece în reproducerea sexuată recombinarea genetică asigură că, la fiecare generație, doar jumătate din materialul genetic al unui părinte este prezent la urmași, unele linii genetice pot dispărea complet, chiar dacă există o descendență numeroasă. Un studiu recent a concluzionat că dintre indivizii care au migrat peste podul terestru Bering în perioada glaciară, numai 70 și-au lăsat amprenta genetică la descendenții moderni, o populație fondatoare efectivă redusă, care poate fi ușor greșit interpretată ca și cum doar 70 de oameni ar fi traversat Beringia spre America de Nord. Interpretarea greșită a conceptului de „Eva mitocondrială” este un alt exemplu de acest tip: poate fi dificil de explicat că o „Evă mitocondrială” nu a fost singura femeie ce a trăit în acel moment.
În populațiile umane, efectul de fondator poate apărea prin izolare culturală ce duce, inevitabil, la endogamie. De exemplu, populațiile Amish din Statele Unite, care își au originea într-un număr redus de indivizi fondatori, nu au recrutat nou-veniți și tind să se căsătorească în cadrul comunității, sunt exemple de efecte de fondator. Deși încă rare, fenomene cum ar fi polidactilie (degete suplimentare la mâini și picioare, un simptom al sindromului Ellis-van Creveld) sunt mai frecvente în comunitățile Amish decât în populația americană în general. În mod similar există o frecvență ridicată a deficitului în fumarază printre cei 10.000 de membri ai comunității Bisericii Fundamentaliste a lui Isus Hristos al Sfinților Ultimelor Zile (Fundamentalist Church of Jesus Christ of Latter Day Saints) care practică atât endogamia cât și poligamia, în acest caz estimându-se că 75-80% din membrii comunității sunt rude de sânge cu doar doi bărbați - fondatorii John Y. Barlow și Joseph Smith Jessop.
Un alt exemplu îl reprezintă frecvența cecității totale pentru culori în rândul locuitorilor din Pingelap, o insulă din Micronezia. Probabil în anul 1775, un taifun a redus populația de pe insulă la doar 20 de persoane. Unul dintre supraviețuitori a fost heterozigot pentru acromatopsie. După câteva generații, prevalența acromatopsiei este de 5% din populație și 30% sunt purtători (în comparație, în Statele Unite doar 0,003% din populație are acromatopsie completă).
De asemenea, în 1814, 15 coloniști britanici au fondat o așezare pe Tristan da Cunha, un grup de mici insule în Oceanul Atlantic la jumătatea distanței între Africa și America de Sud. Aparent, unul dintre coloniști a purtat o alelă recesivă pentru retinita pigmentară, o formă progresivă de orbire care afectează persoanele homozigote. Printre cei 240 de descendenții ai coloniștilor fondatori  ce trăiau pe insulă la sfârșitul anilor 1960, 4 au avut retinită pigmentară. Frecvența alelei care determină această boală este de zece ori mai mare pe Tristan da Cunha decât în populațiile de origine ale fondatoriilor.
Mai multe boli grave există în anumite populații de evrei. Evreii așkenazi, de exemplu, au un risc crescut de a suferi de boala Tay-Sachs, o afecțiune fatală la copiii mici.